# Genial daneben
Genial daneben ist eine Panel-Fernsehsendung, die von 2003 bis 2011 in der Originalfassung, von 2017 bis 2021 in einer Neuauflage von Sat.1 ausgestrahlt wurde und seit 2023 in einer erneuten Neuauflage bei RTL II gezeigt wird.
Das Konzept der Sendung geht auf Hugo Egon Balder und Marc Conrad zurück, der Name auf Cornelia Scheel, die damalige Lebensgefährtin von Hella von Sinnen.
Vom Juli 2018 bis zum August 2020 lief von Montag bis Freitag um 19 Uhr ein Ableger unter dem Titel Genial daneben – Das Quiz. Ab dem 31. August 2020 lief ein neuer Ableger namens Genial oder Daneben? mit verändertem Spielprinzip auf dem alten Sendeplatz.
Am 25. Juni 2021 gab Balder im Interview mit dem Redaktionsnetzwerk Deutschland bekannt, die Sendung Genial daneben und den Sender Sat.1 zu verlassen.
Aus einem Statement von Sat.1 heißt es, dass nach der Ausstrahlung der siebten Staffel keine weiteren Folgen der Fernsehsendung geplant sind. Die letzte neue Folge wurde am 16. Juli 2021 ausgestrahlt.
Auf den Screenforce Days 2022 wurde bekanntgegeben, dass RTL Zwei an einer Neuauflage der Show mit der Originalbesetzung arbeitet. Die Aufzeichnungen zu den ersten neuen Sendungen fanden am 14. und 15. Dezember 2022 in den MMC Studios Cologne statt, die Ausstrahlung erfolgte vom 4. bis 18. Mai 2023.

## Konzept
Das Prinzip der Sendung besteht darin, dass eine aus fünf Comedians bestehende Rategruppe von Zuschauern eingeschickte Fragen möglichst unterhaltsam beantworten soll. Die Comedians haben keinen Text und müssen improvisieren, weshalb die Sendung sich der Improvisationscomedy zuschreiben lässt.
Die gestellten Fragen entstammen dem Bereich der Allgemeinbildung und sind meist sehr kurios. Besonders beliebt sind Fragen über sexuelle Kuriositäten aus dem Tierreich oder auch Begriffe, die sexuelle Assoziationen hervorrufen. Die Idee entspricht in etwa dem Gesellschaftsspiel Lexikonspiel.
Schafft es die Rategruppe nicht, innerhalb einer willkürlich von Balder festgelegten Zeit die Frage richtig zu beantworten, löst er die Frage auf und der Einsender erhält 500 Euro. Ab und zu kommt es dazu, dass die Antwort auf eine Frage so komplex ist, dass Hugo Egon Balder erst die Antwort vorliest und das Team hinterher selbst beurteilen lässt, ob die Frage richtig beantwortet wurde. Bei teilweise oder nur durch massive Mithilfe von Balder gelösten Fragen wird sich manchmal darauf geeinigt, dem Einsender den Betrag von 500 Euro auszuzahlen. Die Studiogäste können unmittelbar vor der Aufzeichnung schriftlich eine Frage einreichen, aus der eine für die laufende Sendung ausgewählt wird. Wird die Frage nicht beantwortet, erhält der Gast die 500 Euro Preisgeld bar und live in der Sendung.
Während noch in der ersten Staffel teilweise die Redaktion die Fragen erstellte, bestanden diese später nur noch aus von Zuschauern eingesandten Fragen. Die dreiköpfige Redaktion erhielt pro Woche bis zu 40.000 Einsendungen.

### Moderation und Stammbesetzung
Moderator der Sendung ist Hugo Egon Balder, der auch die Fragen stellt. Das Rateteam bestand bis 2010 aus den beiden ständigen Mitgliedern Hella von Sinnen und Bernhard Hoëcker sowie drei mit jeder Sendung wechselnden Gästen. In den ab dem 15. Juli 2011 ausgestrahlten Folgen ist Hella von Sinnen nicht mehr im Rateteam – laut Angaben von Sat.1 aus Zeitgründen. 2016 sagte Hella von Sinnen, ihr Abgang habe an unterschiedlichen Vorstellungen zwischen dem Produktionsteam und ihr über Veränderungen an der Sendung gelegen. In den Neuauflagen seit 2017 ist Hugo Egon Balder wieder als Moderator und Hella von Sinnen wieder als ständiges Mitglied des Rateteams zu sehen. Wigald Boning tritt dafür erstmals anstelle von Bernhard Hoëcker als ständiges Mitglied des Rateteams auf.

## Genial daneben (2003–2011)

### Produktion und Ausstrahlung

Logo von 2003 bis 2021

Erstmals wurde die Sendung am 11. Januar 2003 ausgestrahlt und schon wenige Monate nach dem Sendestart wegen des großen Erfolgs von 45 auf 60 Minuten verlängert. Sendeplatz war am Samstagabend nach dem zuvor ausgestrahlten Hauptprogramm mit leicht wechselnden Sendezeiten gegen 22:15 Uhr.
Ab August 2004 wurden die neuen Folgen freitags um 20:15 Uhr zu einer festen Zeit gesendet und samstags wiederholt. Ab dem 2. Oktober 2004 gab es wöchentlich zwei neue Ausgaben, die freitags und samstags gesendet wurden.
Ende März 2006 wurde die Sendung am Samstag gestrichen, um „die Lebensdauer des Formates“ zu erhöhen. Ab 11. November 2006 war Genial daneben nicht mehr freitags, sondern nur noch auf dem ursprünglichen Sendeplatz am Samstagabend zu sehen. Die Wiederholung lief jeweils am darauffolgenden Sonntagvormittag.
Ab dem 23. August 2008 wurde die Sendung in 16:9 produziert.
Ab Ende November 2009 sendete Sat.1 lediglich Wiederholungen. Seitdem fuhr die Produktion die schlechtesten Werte seit ihrem Bestehen ein. Keine Folge der Wiederholungen zu unterschiedlichen Startzeiten erreichte den Senderschnitt von etwa neun Prozent Marktanteil (der werberelevanten Zielgruppe). Dies führte zu Spekulationen um eine Einstellung der Produktion. Ab Februar 2010 wurden am Samstagabend statt der Sendung Spielfilme gezeigt.
Ab dem 16. Juli 2010 liefen sechs neue Folgen freitags um 22:15 Uhr in Sat.1. Die letzten Aufzeichnungen fanden Ende 2010 statt. 2011 wurden zwischen Juli und Oktober zwölf neue Folgen (freitags, 22:15 Uhr) mit dem geänderten Konzept ausgestrahlt, anschließend erneut Wiederholungen. Sat.1 hatte Genial daneben offiziell nie abgesetzt, jedoch wurde der Vertrag mit Moderator Balder nicht verlängert.
Die Aufzeichnungen der zwischen 2003 und 2011 erstausgestrahlten Episoden von Genial daneben fanden in einem Studio der Magic Media Company (MMC) in Kalscheuren statt. Regie führten meist Berny Abt oder Sabine Quiter, Produktionsfirma war die Hurricane Fernsehproduktion GmbH. Aufgezeichnet wurde normalerweise zweimal im Monat an wechselnden Werktagen, pro Tag wurden zwei Folgen gedreht.
Bis 2013 wurden alte Folgen im Pay-TV auf Sat.1 Comedy sowie im Free-TV auf Comedy Central und Sat.1 Gold wiederholt. Darüber hinaus strahlte der österreichische Sender Puls 4 von 2008 bis 2009 ebenfalls alte Folgen aus.

### Jubiläums- und Sonderfolgen
Die Sendung lief anfangs mit hohen Einschaltquoten. Die Jubiläumsausgaben der Sendung wurden ausgestrahlt am 30. Oktober 2004 (100. Sendung), 14. Januar 2006 (200. Sendung), 9. Dezember 2006 (250. Sendung), 24. November 2007 (300. Sendung) sowie am 29. Juli 2011 (400. Sendung).
Am 3. Oktober 2003 wurde eine Sonderfolge ausgestrahlt, die sich mit dem Thema der Deutschen Einheit befasste.
Die Folge vom 9. August 2008 lief unter dem Titel Ladies Night, da man nur weibliche Gäste einlud. Mit dabei waren neben Hella von Sinnen Anke Engelke, Barbara Schöneberger und Cindy aus Marzahn. Bernhard Hoëcker zog sich für die Sendung eine Perücke an.
Am 1. Januar 2004 sendete man eine Spezialausgabe zum Thema Fernsehen, in der nur Fragen aus diesem Bereich gestellt wurden. Am 7. Juni 2008 sendete man eine Spezialausgabe zum Thema Fußball, in der nur Fragen aus diesem Bereich gestellt wurden. Matze Knop imitierte Franz Beckenbauer.

### Gäste (Auswahl)
- Ingo Appelt
- Bodo Bach
- Dirk Bach
- Mario Barth
- Hennes Bender
- Wigald Boning
- Guido Cantz
- Gabi Decker
- Bürger Lars Dietrich
- Olli Dittrich
- Anke Engelke
- Herbert Feuerstein
- Kim Fisher
- Christoph Maria Herbst
- Thomas Hermanns
- Eckart von Hirschhausen
- Rüdiger Hoffmann
- Guildo Horn
- Oliver Kalkofe
- Michael Kessler
- Matze Knop
- Johann König
- Mike Krüger
- Jürgen von der Lippe
- Tetje Mierendorf
- Dieter Nuhr
- Hans Werner Olm
- Ingo Oschmann
- Bastian Pastewka
- Lou Richter
- Ralf Schmitz
- Helge Schneider
- Martin Schneider
- Barbara Schöneberger
- Georg Uecker
- Oliver Welke
- Anka Zink

### Running Gags
- Hella von Sinnen schlug auf Begriffsklärungsfragen regelmäßig Insekt, Kaninchen und Schmetterling als Antwortmöglichkeit vor.
- Bei auf ein bestimmtes Land bezogenen Fragen ergänzte Hella von Sinnen die Nationalität gerne mit an sich (z. B. „Der Finne an sich...“ oder „Der Italiener an sich hat/macht/... gerne...“)
- Hella von Sinnen protestierte nach der Auflösung öfter, sie habe ebendiese ganz zu Anfang gesagt. Sie wurde dabei von ihren Kollegen unterstützt.
- Balder fragte Hoëcker manchmal, ob der (von einem anderen Comedian) gegebene Vorschlag richtig war, was dieser dann aber immer verneinte: – Balder: „Hoëcker, was sagen Sie dazu?“ – Hoëcker: „Falsch.“ – Balder: „Richtig!“
- Balder bat Hoëcker oft darum, etwas vorzuführen oder ihm bei der Demonstration der Antwort zu helfen. Auch wenn eine ungewöhnliche oder unmögliche Antwort gegeben wurde, schlug er dann vor: „Hoëcker, machen Sie mal vor!“
- Hoëcker meinte, er habe mehrere Lösungsvorschläge, und begann mit dem ersten, wurde von Balder aber mitten im Satz unterbrochen und aufgefordert, mit einem anderen weiterzumachen.
  - Als Abwandlung davon fing er (nach eigener Aussage) direkt mit dem zweiten Vorschlag an, da der erste ja ohnehin falsch gewesen wäre.
- Es gab viele Witze über Hoëckers geringe Körpergröße, hauptsächlich von Seiten Balders. Hoëcker selbst nahm dies meist gelassen und machte sogar mit, stellte beispielsweise bei vielen beschriebenen Phänomenen, die zu Größenveränderungen jeglicher Art führen, die Frage: „Wo kriegt man sowas?“
- Balder wurde wegen seines Alters von Hella von Sinnen öfter als alter Mann, Fossil, Dead man walking, Methusalem oder Mississippi bezeichnet. Letzteres stammte von der Bezeichnung Old Man River für den Mississippi sowie vom gleichnamigen Lied. Auch bat ihn das Team oft um persönliche Erfahrungsberichte historischer Erlebnisse.
- Christoph Maria Herbst schlug als Lösung häufig eine längst vergessene Apfelsorte aus der Eifel vor.
- Wigald Boning schlug als Lösung auf zusammengesetzte Wörter öfter „eine Hard-Rock-Band aus Hannover“ vor.
- Dieter Nuhr antwortete auf schwierig zu lösende Fragen öfter mit der Frage: „Ist es vielleicht irgendeine Art Kran?“
- Bastian Pastewka schlug als Lösung manchmal „Rahmschnitzel“ vor. Außerdem gab er als Antwort auf Balders Frage, wie das zuvor vorgeschlagene Objekt, Phänomen oder Lebewesen heiße, oft die Antwort „Horst“. Wenn sich die Frage auf ein Datum oder ein historisches Ereignis bezog, antwortete er oft mit „Mittwoch“.
- Die Tatsache, dass Bastian Pastewka vermeintlich bis zur Sendung vom 28. März 2009 (auf die Frage: „Warum werden Fluggäste auf dem Kölner Flughafen mit dem Satz Willkommen in Bonn, Köln-Bonn begrüßt?“[23]) nie eine Frage richtig beantworten konnte, wurde von ebendiesem immer wieder scherzhaft aufgegriffen. Tatsächlich konnte Pastewka die erste Frage bereits in der Sendung vom 31. Januar 2004 (auf die Frage: „Was ist eine Leckrechnung?“) richtig beantworten.[24]
- Das Team schlug häufiger vor, dass ein Teil eines in der Frage gesuchten Begriffs von einem Eigennamen abgeleitet wird (zum Beispiel bei der Frage „Was ist ein Fangständer?“ schlug Hella von Sinnen vor, dass dieser von einem Herrn Fang erfunden wurde). Hoëcker gab dann meistens auf die Frage Balders, welchen Vornamen diese Person denn hätte, die Antwort „Eduard“.
- Ein weiterer Running Gag war die Erwähnung der Fußbank, die Bernhard Hoëcker hatte, damit seine Beine nicht in der Luft hingen, um so einer Thrombose vorzubeugen. Balder bat ihn dann manchmal zusätzlich diese den Zuschauern zu zeigen.
- Balder begrüßte zu Anfang einer gestellten Frage die Zuschauer öfter zu Hause auf dem Diwan. Manchmal ließ er auch das Rateteam das Sitzmöbel ergänzen. Das vom Rateteam vorgeschlagene Wort war dann allerdings nie das von Balder gewählte (zum Beispiel Balder: „Ich begrüße die Zuschauer zuhause auf dem …“ Team: „Diwan“ Balder: „Küchenstuhl“).
- Immer wieder wurde die kühle Temperatur im Studio vom Rateteam erwähnt. Diese brauchte Hella von Sinnen laut eigener Aussage zum Denken. Scherzhaft wurde auch öfter die kühle Studiotemperatur mit Hella von Sinnens Wechseljahren begründet, da sie angeblich „fliegende Hitze“ hatte.
- Hella von Sinnen erwiderte häufig auf einen von Balder erzählten Witz, dass sie diesen schon sehr oft gehört habe.
- Oftmals werden die falschen Antworten auf vorherige Fragen für neue Fragen erneut genommen.
- Balder schneidet oftmals eine Grimasse gegenüber dem Panel, die meist nicht von der Kamera erfasst wird. Hella reagiert immer aufgeregt und nennt es oft „Das Gesicht 2007“ (bzw. das jeweilige Jahr)

### Trivia
- In der Talkshow „Studio D“ des Online-Medienmagazins DWDL.de gab Balder bekannt, dass er Jürgen von der Lippe als Moderator für die Show mehrmals angefragt hatte. Balder wollte nur als Produzent fungieren. Jedoch lehnte von der Lippe ab und Balder wurde der Moderator.[25]
- In der am 31. März 2007 ausgestrahlten Sendung gelang es dem Rateteam zum ersten Mal, alle Fragen einer Sendung richtig zu beantworten. Zu Gast waren Anke Engelke, Dieter Nuhr und Ralf Schmitz. Am 23. Mai 2009 gelang dies ein zweites Mal, zu Gast waren Guido Cantz, Oliver Kalkofe und erneut Dieter Nuhr. In diesen Folgen wurden jeweils sechs Fragen richtig beantwortet. Dies geschah bereits zuvor (u. a. am 20. August 2004), jedoch wurden hier weitere drei Fragen nicht beantwortet. Es gab andererseits aber auch schon Sendungen, in denen nur eine oder gar keine Frage richtig beantwortet wurde.
- Bei der 250. Sendung am 9. Dezember 2006 konnte folgende Zwischenbilanz gezogen werden: Bis zu diesem Zeitpunkt waren insgesamt 65 Comedians Mitglieder des Rateteams. Es wurden 1891 Fragen gestellt, von denen 763 richtig beantwortet wurden. Insgesamt konnten 563.650 Euro als Preise an die Einsender der Fragen ausgezahlt werden. Der Geldbetrag ist kein Vielfaches von 500 Euro, da die Prominenten einige Male entschieden, immerhin einen Teil auszuzahlen, nachdem sie die Frage nur durch Balders Hilfe oder nur teilweise gelöst hatten.
- Die britische Sendung QI (Quite Interesting) weist ein ähnliches Format auf; hier werden jedoch nicht nur Punkte für richtige, sondern auch für kreative Antworten vergeben.
- Als Merchandisingartikel zur Sendung gibt es ein Brettspiel, einen Abreißkalender, ein Buch und eine Box mit drei DVDs (zwölf Folgen).
- Für die zwischenzeitlich letzten Folgen, die ab Juli 2011 ausgestrahlt wurden, wurden die Musik und das Design des Studios überarbeitet. Außerdem wurde das Konzept durch Einspielfilme und Telefonschaltungen erweitert.
- Wigald Boning war der häufigste Gast mit 125 Auftritten, gefolgt von Guido Cantz mit 97 und Dieter Nuhr mit 65 Sendungen.

## Erste Neuauflage: Genial daneben (2017–2021)

### Produktion und Ausstrahlung
Nach dem Übergang der Rechte von der Hurricane Fernsehproduktion zu Constantin Entertainment zeigte zuerst RTLplus, ein Spartensender der RTL Group mit Konzentration auf Neuauflagen von Gameshow-Formaten, Interesse an einer Neuauflage. Nach rechtlicher Prüfung kam heraus, dass ProSiebenSat.1 Media noch Ausstrahlungsrechte in der Schweiz und Österreich besitzt. Infolgedessen wurde beim Sender Sat.1 ebenfalls über eine Neuauflage nachgedacht. Im Dezember 2016 bestätigte Sat.1, dass im Frühjahr 2017 wieder neue Folgen der Show in Sat.1 ausgestrahlt werden sollen. Im Januar 2017 wurde durch Sat.1 bestätigt, dass für die Moderation der Neuauflage Hugo Egon Balder verpflichtet wurde. Auch Hella von Sinnen nimmt wieder im Rateteam teil. Bernhard Hoëcker wird in der Neuauflage durch Wigald Boning ersetzt. Die Ausstrahlung der sechs neuen Folgen erfolgt seit dem 10. März 2017.
Am 6. April 2017 bestätigte Sat.1 die Fortsetzung der Neuauflage mit einer zweiten Staffel, die ab dem 8. September ausgestrahlt wurde. Aufgrund konstant guter Einschaltquoten wurde am 12. Oktober 2017 eine dritte Staffel inklusive eines Specials mit dem Titel Genial daneben – Die Weihnachtsshow geordert.
Zehn neue Folgen wurden ab Anfang Dezember produziert und waren ab dem 26. Januar 2018 auf Sat.1 zu sehen.
Im Februar 2018 wurde bekannt, dass Sat.1 eine elfteilige vierte Staffel produzieren lässt. Im April des Jahres begann die Produktion. Zudem wurde ein weiteres Special mit dem Titel Genial daneben – Die Ostershow bestellt und 2019 ausgestrahlt.
Die erste Folge wurde am 13. Juli 2018 ausgestrahlt. Die restlichen neun Folgen sollen ab dem 14. September 2018 freitags um 21:45 Uhr ausgestrahlt werden.
Staffel 5 wurde vom 7. Juni 2019 bis 15. März 2020 ausgestrahlt und umfasste zwölf Folgen. Eine 6. Staffel folgte mit acht Folgen im Juni 2020.
Ab dem 7. Mai 2021 wurde die 7. Staffel mit fünf Folgen ausgestrahlt.

### Episoden und Gäste
| Staffel | Episodenanzahl | Deutschsprachige Erstausstrahlung | Deutschsprachige Erstausstrahlung |
| Staffel | Episodenanzahl | Staffelpremiere                   | Staffelfinale                     |
| ------- | -------------- | --------------------------------- | --------------------------------- |
| 1       | 6              | 10. März 2017                     | 21. April 2017                    |
| 2       | 9              | 8. September 2017                 | 3. November 2017                  |
| 3       | 10             | 26. Januar 2018                   | 13. Juli 2018                     |
| 4       | 11             | 13. Juli 2018                     | 23. November 2018                 |
| 5       | 12             | 7. Juni 2019                      | 15. März 2020                     |
| 6       | 8              | 5. Juni 2020                      | 24. Juli 2020                     |
| 7       | 5              | 7. Mai 2021                       | 16. Juli 2021                     |

### Trivia
- Zur Neuauflage der Sendung 2017 trat viermal die Situation auf, dass nach dem gesuchten Begriff schon in einer vorherigen Folge gefragt wurde. „Was ist ein Paarungshelfer?“ wurde in der neu produzierten Folge mit dem Erstausstrahlungstermin 10. März 2017 gefragt,[40] aber bereits in der Folge vom 8. November 2008 erstmals als Frage aus dem Publikum gestellt.[41] Ebenso galt es in der Folge vom 28. Oktober 2005[42] sowie in der neuen Folge vom 10. März 2017[43] zu erraten, was eine „Opferwurst“ ist. Woher die „24-Stunden-Ameise“ ihren Namen hat, wollte Balder sowohl in der Sendung vom 7. April 2017[44] als auch in der damaligen Folge am 16. Dezember 2005[45] wissen. Zudem wurde die Frage, was „Bügelsex“ sei, in den Sendungen am 15. Juli 2011 und 23. März 2018 gestellt.[46]
- Chris Tall ist der häufigste Gast mit 19 Auftritten, gefolgt von Martin Rütter mit 15 und Michael Kessler mit 14 Sendungen.

## Zweite Neuauflage: Genial daneben (seit 2023)
Nachdem auf Sat.1 die letzte Staffel im Sommer 2021 endete, wurde ein Jahr später ein weiteres Comeback beim Sender RTL Zwei in Aussicht gestellt. Im Dezember 2022 wurden zunächst sechs Folgen aufgezeichnet, die im März 2023 ausgestrahlt werden sollten. Die erste Ausgabe verschob sich jedoch auf den 4. Mai 2023. Die folgenden Ausgaben sollen immer donnerstags um 20:15 Uhr zu sehen sein und nach wie vor eine Stunde lang sein. Hugo Egon Balder, Hella von Sinnen und Wigald Boning bleiben in der Stammbesetzung.
Bereits in der dritten Woche wurde das Abendprogramm bei RTL Zwei so umgestaltet, dass Genial daneben bis zum Ende der Staffel in Doppelfolgen lief.
| Nr. (ges.) | Nr. (St.) | Titel                                               | Gäste                                                 | Premiere D    | Zuschauer |
| ---------- | --------- | --------------------------------------------------- | ----------------------------------------------------- | ------------- | --------- |
| 1          | 1         | Was ist ein „Thermorüssel“?                         | Simon Pearce, Guido Cantz, Michael Mittermeier        | 4. Mai 2023   | 0,89 Mio. |
| 2          | 2         | Woher kommt der Begriff „Muffensausen“?             | Helene Bockhorst, Max Giermann, Oliver Pocher         | 11. Mai 2023  | 0,74 Mio. |
| 3          | 3         | Wer oder was ist ein „Spaltenschieber“?             | Markus Krebs, Chris Tall, Michael Mittermeier         | 18. Mai 2023  | 0,70 Mio. |
| 4          | 4         | Was ist der „Japan-Griff“?                          | Katjana Gerz, Chris Tall, Simon Pearce                | 18. Mai 2023  | 0,74 Mio. |
| 5          | 5         | Woher stammt die Redensart „Maulaffen feilhalten“?  | Pierre M. Krause, Dieter Nuhr, Max Giermann           | 25. Mai 2023  | 0,87 Mio. |
| 6          | 6         | Was ist eine „Wurstkatastrophe“?                    | Janine Kunze, Dieter Nuhr, Oliver Pocher              | 25. Mai 2023  | 0,91 Mio. |
| 7          | 1         | Woher kommt die Bezeichnung „It-Girl“?              | Ilka Bessin, Mike Krüger, Oliver Pocher               | 29. Feb. 2024 | 0,54 Mio. |
| 8          | 2         | Woher kommt das Wort „Wischiwaschi“?                | Lisa Feller, Özcan Coşar, Torsten Sträter             | 7. März 2024  | 0,63 Mio. |
| 9          | 3         | Was ist ein „Sparsarg“?                             | Janine Kunze, Guido Cantz, Thomas Hermanns            | 14. März 2024 | 0,64 Mio. |
| 10         | 4         | Was ist der „Latte-Faktor“?                         | Helene Bockhorst, Ingo Appelt, Michael Kessler        | 21. März 2024 | 0,58 Mio. |
| 11         | 5         | Wie wurde 2011 eine Ananas in Schottland berühmt?   | Panagiota Petridou, Pierre M. Krause, Torsten Sträter | 28. März 2024 | 0,70 Mio. |
| 12         | 6         | Was ist eine „Klappstachelreihe“?                   | Jan van Weyde, Mirja Boes, Michael Kessler            | 4. Apr. 2024  | 0,61 Mio. |
| 13         | 7         | Was sind „Blitztitten“?                             | Ariane Alter, Özcan Coşar, Torsten Sträter            | 11. Apr. 2024 | 0,58 Mio. |
| 14         | 8         | Wer oder was ist der „Otto-König“?                  | Guido Cantz, Markus Krebs, Dieter Nuhr                | 18. Apr. 2024 | 0,53 Mio. |
| 15         | 9         | Was ist die „Schnittenheizung“?                     | Mirja Boes, Matze Knop, Nico Stank                    | 25. Apr. 2024 | 0,50 Mio. |
| 16         | 10        | Was ist eine „Heimwegschleppe“?                     | Erika Ratcliffe, Guido Cantz, Mike Krüger             | 2. Mai 2024   | 0,64 Mio. |
| 17         | 11        | Wer oder was ist ein Biernagel?                     | Ingo Appelt, Oliver Pocher, Martin Klempnow           | 9. Mai 2024   | –         |
| 18         | 12        | Was ist der „500-DM-Blick“?                         | Katjana Gerz, Thomas Hermanns, Dieter Nuhr            | 16. Mai 2024  | –         |
| 19         | 1         | Was ist der „Prinz-Charles-Effekt“?                 | Özcan Coşar, Michael Kessler, Caroline Frier          | 28. Okt. 2024 | –         |
| 20         | 2         | Wer oder was wird als „Jetbridge Jesus“ bezeichnet? | Tülin Sezgin, Bastian Pastewka, Jan van Weyde         | 4. Nov. 2024  | –         |
| 21         | 3         | Was ist der sogenannte „Brown Friday“?              | Helene Bockhorst, Michael Mittermeier, Guido Cantz    | 11. Nov. 2024 | –         |
| 22         | 4         | Was ist die „Ein-Loch-Methode“?                     | Ilka Bessin, Panagiota Petridou, Ralf Schmitz         | 11. Nov. 2024 | –         |
| 23         | 5         | Was ist die „Ding-Dong-Theorie“?                    | Bastian Pastewka, Olli Dittrich, Laura Brümmer        | 5. Juni 2025  | –         |
| 24         | 6         | Was ist ein Verbindungskeks?                        | Melissa Khalaj, Ralf Schmitz, Martin Klempnow         | 12. Juni 2025 | –         |
| 25         | 7         | Wer oder was ist ein Doppeldreier?                  | Mike Krüger, Meltem Kaptan, Özcan Coşar               | 19. Juni 2025 | –         |
| 26         | 8         | Was ist die Pfötchenstellung?                       | Maxi Gstettenbauer, Ariane Alter, Bastian Pastewka    | 19. Juni 2025 | –         |
| 27         | 9         | Was ist ein „Allemansend“?                          | Katjana Gerz, Guido Cantz, Ingo Appelt                | 26. Juni 2025 | –         |
| 28         | 10        | Was ist eine Knochenschmiede?                       | Lutz van der Horst, Lisa Feller, Michael Mittermeier  | 26. Juni 2025 | –         |

## Quizshow-Ableger

### Genial daneben – Das Quiz
Vom Juli 2018 bis zum August 2020 wurde ein Quiz-Ableger unter dem Titel Genial daneben – Das Quiz auf dem Fernsehsender Sat.1 immer montags bis freitags um 19:00 Uhr ausgestrahlt.

### Genial oder Daneben?
Im August 2020 wurde ein umfassendes Makeover der Sendung Genial daneben – Das Quiz angekündigt. Unter dem neuen Namen Genial oder Daneben? mit neuer Studioeinrichtung und einem veränderten Spielprinzip strahlte Sat.1 vom 31. August bis zum 14. Dezember 2020 neue Folgen auf dem alten Sendeplatz aus.

## Weitere deutschsprachige Versionen

### Österreich
Der offizielle österreichische Ableger heißt Absolut genial und lief 2005 auf dem Privatsender ATV immer mittwochs um 20:15 und samstags um 18:45 Uhr als Wiederholung der Ausstrahlung vom Mittwoch. Die Sendung wurde im gleichen Jahr eingestellt.
Seit 2004 läuft außerdem im gebührenfinanzierten Österreichischen Rundfunk die ähnliche Show Was gibt es Neues?, welche Oliver Baier moderiert.

### Schweiz
Sat.1 Schweiz plante eine Schweizer Version der Sendung. Das Schweizer Fernsehen kaufte jedoch die Rechte und strahlte die Sendung Genial daneben seit dem 3. Januar 2006 mit Frank Baumann als Moderator und den zwei festen Gästen René Rindlisbacher und Patrick Frey auf SF zwei aus. Seit 2010 ist diese Sendung eingestellt.

## Auszeichnungen und Nominierungen (Auswahl)
Die Sendung gewann sechs nationale und internationale Preise sowie weitere Nominierungen, die im Folgenden aufgelistet sind:
- Adolf-Grimme-Preis
  - 2004: Nominierung in der Kategorie Fiktion und Unterhaltung
- Deutscher Comedypreis
  - 2003: Auszeichnung in der Kategorie Beste Comedy-Show
  - 2005: Nominierung in der Kategorie Beste Impro-Comedy
  - 2006: Auszeichnung in der Kategorie Beste Comedy-Show
  - 2017: Nominierung in der Kategorie Beste Comedy-Show
- Deutscher Fernsehpreis
  - 2003: Nominierung in der Kategorie Beste Unterhaltungssendung
  - 2004: Auszeichnung in der Kategorie Beste Unterhaltungssendung/Beste Moderation Unterhaltung mit Hugo Egon Balder, Hella von Sinnen und Bernhard Hoëcker
  - 2005: Nominierung in der Kategorie Beste Unterhaltungssendung/Beste Moderation Unterhaltung mit Hugo Egon Balder, Hella von Sinnen und Bernhard Hoëcker
- Goldene Romy
  - 2005: Auszeichnung in der Kategorie Beste Programmidee
- Neo Award
  - 2004: Auszeichnung in der Kategorie Beste Online-Präsenz TV
- Radio Regenbogen Award
  - 2005: Auszeichnung in der Kategorie Comedy
- Rose d’Or
  - 2004: Nominierung in der Kategorie Comedy
  - 2005: Nominierung in der Kategorie Comedy